# Кіпель Вітовт Юхимович
Вітовт Кіпель (30 травня 1927, Мінськ — 3 грудня 2022)  — білоруський громадський діяч, історик.

## Біографія
Народився в родині громадського діяча і вченого Юхима і Марії Кіпелів. З 1930 року разом із батьками перебував на засланні в Росії.
З 1944 року на еміграції. Навчався в Білоруській гімназії імені Я. Купали, Тюбінгенському університеті. У 1955 році отримав ступінь доктора геологічних наук Лювенського університету (Бельгія). Випускник Ратгерського університету (бібліотекознавства).
Переїхав до США. Працював у Нью-Йоркській публічній бібліотеці, зібрав колекцію білоруських видань. Брав активну участь у білоруському житті в США, був членом ряду організацій. З 1972 року — голова Федерації білоруських республіканських клубів. З 1982 року очолює Білоруський інститут науки і мистецтва.
Автор ряду публікацій білорусознавчої тематики. У 1993 році вийшла його перша монографія «Білоруси в США» (білоруське видання підготував перекладач Сергій Шупа, в США книга вийшла в 1999 році). У 2017 побачило світ друге видання книги, що вийшла значно товще, понад 600 сторінок, книга багато ілюстрована, допрацьована і доповнена новою інформацією. Підготовка другого видання зайняла близько двох років спільної роботи самого Вітовта Кіпеля, архівіста Левона Юревича та Наталії Гордієнко як редактора.
У 1997 р. обраний до складу Президії Ради БНР.
Разом з дружиною Зорою Кіпель уклав фундаментальну «Бібліографію білоруського і білорусознавчого друку на Заході» (2003, 2-е, доповнене видання — 2006 р.) Видав книгу спогадів «Жити і діяти» (2015).
Помер 3 грудня 2022 року у 95-річному віці.

## Сім'я
Дружина — Зора Кіпель (до шлюбу Савенак; 1927-2003), громадська діячка, літературознавиця, публіцистка. Дочка Олеся Кіпель працює в Міністерстві внутрішніх справ США, займається суспільно-політичною діяльністю.

## Праці

### Книги
- Byelorussian Statehood. Reader and Bibliography / Ed. by V.Kipel and Z.Kipel. — New York: БІНІМ, 1988. — 398 p.
- Wy does Voice of America discriminate against the Byelorussian language? / [Я. Запруднік, В. Кіпель, Ю. Станкевіч]. — New York: [Byelorussian Youth Association of America], 1961. — 2 p.
- Беларусы ў ЗША. — Мн.: Беларусь, 1993.
- Жыць і дзеіць: Успаміны. — Мн.: Зміцер Колас, 2015.

### Статті
- Беларуская спадчына ў Амэрыцы. Айцец Франьцішак Дзеружынскі // Biełarus. — 1975. — № 216. — Красавік. — С. 2 — 3.[4]
- Даклад пра Беларусь сяньня / В. Зубкоўскі // Biełarus. — 1973. — № 199. — Лістапад. — С. 3.[5]
- Другі Ўсебеларускі Кангрэс — аналізз тагачаснае палітычнае сытуацыі рэфэрат, чытаны ў Саўт-Рывэры з нагоды 30-х угодкаў 2-га Кангрэсу / Вітаўт Кіпель // Беларуская думка [Саўт-Рывэр — Нью-Ёрк]. — 1974—1975. — № 18 — 19 — С. 4 — 7.
- Ліст у рэдакцыю // Бацькаўшчына. — 1956. — № 21 (303). — 20 травня. — С. 4.[6]
- Мадзярскі дзень. Уражаньні ад спатканьня з Кардыналам Мідцэнты // Biełarus. — 1973. — № 198. — Кастрычнік. — С. 5.
- Прафэсар Леў Акіншэвіч (1898—1980) // Biełarus. — 1981. — № 286. — Люты. — С. 3 — 4.
- У памяць настаўніцы [Натальлі Орса] // Biełarus. — 1990. — № 3367. — Люты. — С. 5.